# Chelique Sarabia
Pour les articles homonymes, voir Sarabia.
José Enrique Sarabia Rodríguez, plus connu sous le pseudonyme Chelique Sarabia, est un poète, musicien, producteur de télévision et homme politique vénézuélien, né à La Asunción (Nueva Esparta) le 13 mars 1940 et mort le 16 février 2022 à Lechería.

## Compositeur et découvreur de talents
Avec plus de 1 000 chansons enregistrées à la Société des auteurs et compositeurs du Venezuela (SACVEN), Chelique Sarabia a été un des musiciens vénézuéliens les plus couronnés de succès au XXe siècle ; il est connu mondialement pour être l'auteur du thème Ansiedad (1958).
Il est par ailleurs auteur de chansons très connues qui font partie du patrimoine culturel vénézuélien, comme  Cuando no sé de tí, Chinita de Maracaibo, No te muerdas los labios et Piraguero.
Au début des années 1960, il devient producteur indépendant de disques et de l'émission Club Musical dans laquelle il découvre des artistes de l'envergure de José Luís Rodriguez, les sœurs Rosa Virginia et María Teresa Chacín, Los Impala, Henry Stiphen et Cherry Navarro.

## L'homme qui fait son chemin et s'introduit en politique
En 1973, il compose El caminante (« le marcheur » ou « celui qui chemine », en français), thème musical qui devient l'hymne de la campagne présidentielle du candidat du Parti Action Démocratique aux élections de décembre, Carlos Andrés Pérez. Cet événement constitue son entrée dans la vie politique active.